# Ineczka wspaniała
Ineczka wspaniała (Incaspiza pulchra) – gatunek małego ptaka z rodziny tanagrowatych (Thraupidae). Występuje w zachodniej części Ameryki Południowej – jest endemitem zachodnich zboczy peruwiańskich Andów. W Czerwonej księdze gatunków zagrożonych IUCN klasyfikowany jest jako gatunek najmniejszej troski.

## Systematyka
Pierwszego naukowego opisu gatunku – na podstawie holotypu pochodzącego z Matucana w górnym biegu rzeki Rímac, w okolicach Limy – dokonał angielski przyrodnik Philip Lutley Sclater w 1886 roku, nadając mu nazwę Haemophila pulchra. Opis ukazał się na łamach czasopisma „Ibis”. Takson ten był niekiedy łączony w jeden gatunek z ineczką maskową (Incaspiza personata) i ineczką szaroskrzydłą (Incaspiza ortizi), ale badania genetyczne wykazały znaczące różnice między nimi i są one obecnie traktowane jako osobne gatunki. Nie wyróżnia się podgatunków.

### Etymologia
- Incaspiza: Inkowie, rdzenni mieszkańcy Peru w czasie hiszpańskiej konkwisty; greckie σπιζα spiza – „zięba” < σπιζω spizō – „ćwierkać”[12].
- pulchra: łac. pulchra – „piękny"[13].

## Morfologia
Długość ciała 16,5 cm, masa ciała 25,5–32 g.
Jest to ptak o silnym, dosyć smukłym, szpiczastym i lekko zaokrąglonym pomarańczowo-żółtym dziobie. Nogi pomarańczowo-żółte. Tęczówki ciemnobrązowe. Głowa w kolorze szarym, z lekkim brązowatym przebarwieniem na tyle korony i karku. Podgardle, gardło i przestrzeń pomiędzy dziobem a okiem czarne. Za okiem cieniutka czarna linia. Szyja i pierś szare. Dolna część brzucha biaława, boki płowoszare. Pokrywy skrzydeł brązowe, grzbiet i kuper brązowawe. Ogon czarniawy z białawymi zewnętrznymi krawędziami sterówek. Występuje niewielki dymorfizm płciowy. Samica ma szaro-brązową górną część głowy i jest nieco ciemniej wybarwiona. Młode osobniki są bardziej matowo ubarwione niż osobniki dorosłe, nie mają czarnych elementów na głowie, dziób i nogi matowożółte.

## Zasięg występowania
Ineczka wspaniała występuje na niewielkim obszarze zachodniego Peru, na zachodnich stokach Andów (w regionach Ancash i Lima, lokalnie także w La Libertad). Jest gatunkiem osiadłym. Zasięg jego występowania według szacunków organizacji BirdLife International obejmuje tylko około 39,8 tys. km².

## Ekologia
Jego głównym habitatem są suche zbocza i wąwozy z kaktusami z rodzaju Melocactus lub roślinami z rodziny ananasowatych. Występuje na wysokościach 1000–2700 m n.p.m., przeważnie powyżej 1500 m n.p.m. Długość pokolenia jest określana na 3,81 roku.
Żeruje samotnie lub w parach, głównie na ziemi, zjadając owoce kaktusów Melocactus. Poza sezonem lęgowym spotykany jest w grupach do siedmiu osobników.

### Rozmnażanie
Niewiele wiadomo o rozrodzie tego gatunku. Podloty i młode osobniki spotyka się w okresie od maja do czerwca, stąd należy wnioskować, że sezon lęgowy rozpoczyna się niewiele wcześniej.

## Status i ochrona
W Czerwonej księdze gatunków zagrożonych IUCN ineczka wspaniała jest klasyfikowana jako gatunek najmniejszej troski (LC, Least Concern). Liczebność populacji nie została oszacowana, ale ptak ten opisywany jest jako rzadki i rozmieszczony punktowo. Ze względu na brak dowodów na spadki liczebności bądź istotne zagrożenia dla gatunku BirdLife International uznaje trend liczebności populacji za prawdopodobnie stabilny. BirdLife International wymienia 3 ostoje ptaków IBA, w których ptak ten występuje, wszystkie w Peru.